# Coltrahue TV
Coltrahue Televisión Digital HD es una empresa chilena de televisión por suscripción y acceso a Internet mediante fibra óptica. Se encuentra disponible en las ciudades de Santa Cruz y San Vicente de Tagua Tagua en la Región del Libertador General Bernardo O'Higgins.

## Historia
Desde un principio se pensó que Coltrahue Digital llegaría meses antes del apagón analógico que se producirá en 2019, pero debido al incendio que afectó sus dependencias centrales en Santa Cruz el 19 de abril de 2015 se decidió empezar desde cero la empresa que llevaba alrededor de 20 años de servicio analógico hasta octubre de 2015. Luego del incendio, la empresa tardó alrededor de 3 a 4 días en reponer el servicio con los canales nacionales, o sea, alrededor de 10 de los 85 canales que tenía. Luego de una reunión de tres días con la empresa alemana Wisi Communication, se ideó el sistema con el que digitalizarían su señal. En una entrevista del programa Buenas razones de Santa Cruz Telecanal, el Gerente General de la empresa, don Juan Crespo Ureta, informó sobre cómo sería este sistema y los pasos que debería seguir la ciudadanía frente a este cambio, como por ejemplo, comprar un sintonizador digital para su televisor, si es que este no es de nueva generación y no cuenta con las siglas "TVD" (Televisión Digital).

### Cese del servicio analógico
Luego de meses de pruebas y desactualización, se informó que la versión análoga de Coltrahue, Coltrahue CATV, sería descontinuado el 1 de septiembre de 2015. Tras el anuncio, todos los decodificadores digitales disponibles en la ciudad y alrededores se agotaron, por lo cual se tuvo que posponer el cese por 5 días.

## Canales
Actualmente Coltrahue TV cuenta con alrededor de 90 canales, de los cuales 15 son en HD.